# جورج برايس هايز
جورج برايس هايز (بالإنجليزية: George Price Hays)‏ هو عسكري أمريكي، ولد في 27 سبتمبر 1892 في الصين، وتوفي في 7 أغسطس 1978.

## روابط خارجية
- جورج برايس هايز على موقع مونزينجر (الألمانية)